# Arjirupoli (stacja metra)
Arjirupoli (gr: Αργυρούπολη) – stacja metra ateńskiego, na linii 2 (czerwonej). Została otwarta 26 lipca 2013. Nazwa stacji pochodzi od gminy Arjirupoli, na której terenie się znajduje.